# Antonín Rezek

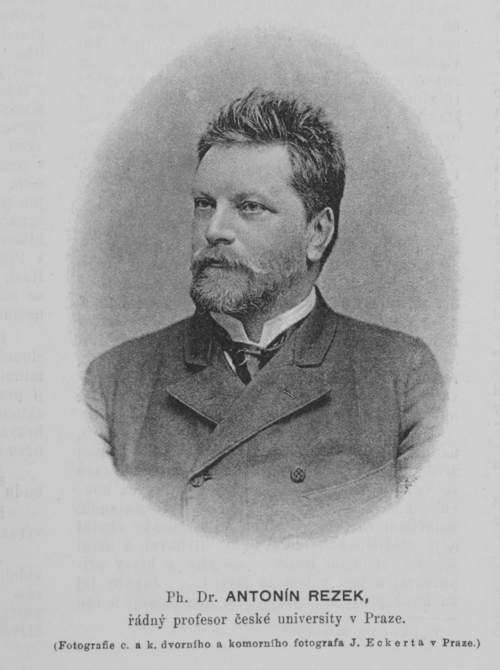
Antonín Rezek (1892)

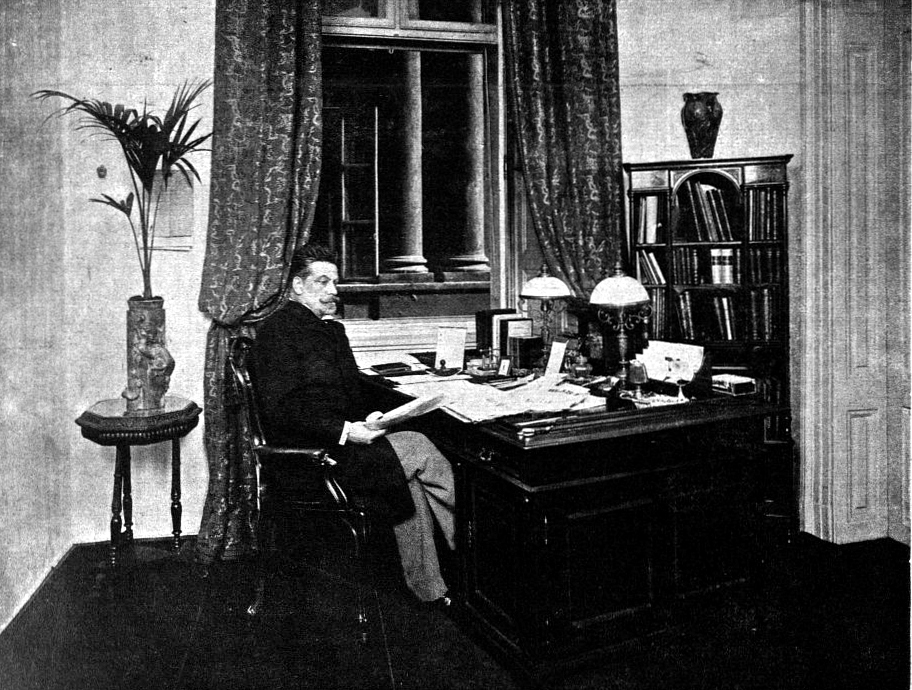
Charles Scolik: Minister Rezek (1901)

Antonín Rezek (* 13. Januar 1853 in Jindřichův Hradec; † 4. Februar 1909 in Prag) war ein tschechischer Historiker und Politiker in Österreich-Ungarn.

## Leben
Antonín Rezek wuchs als Sohn eines Uhrmachers auf. Sein Geschichtsstudium an der Karls-Universität Prag schloss er 1876 mit der Promotion ab. Er war danach am Nationalmuseum Prag tätig und unterrichtete ab 1878 als Mittelschulprofessor. 1883 wurde er a.o. Professor und 1888 erhielt er einen Ruf für österreichische Geschichte an die tschechische Universität Prag als Nachfolger seines Lehrers Václav Tomek. Mit Jaroslav Goll baute er das historische Seminar auf und war an der Ausbildung der ersten Generation der sogenannten Goll-Schule beteiligt. Als Historiker arbeitete er vornehmlich über das 17. Jahrhundert.
Rezek wurde 1896 als Ministerialrat in das von Baron Gautsch geleitete „cisleithanische“ Unterrichtsministerium nach Wien berufen und 1897 zum Sektionschef befördert. Von 1900 bis 1903 war er Minister ohne Portefeuille im Ministerium Koerber. Als tschechischer Landsmannminister hatte er die Aufgabe, in dem komplizierten Geflecht der deutsch-tschechischen Beziehungen zu vermitteln. Ein Erfolg war die Gründung der Tschechischen Technischen Hochschule in Brünn. Als die Jungtschechen im Reichsrat die tschechische Amtssprache forderten, wurde dies 1903 vom Ministerpräsidenten Ernest von Koerber abgelehnt, Rezek demissionierte daraufhin, um seine Landsleute zu stärken. Er wurde 1904 Abgeordneter im Böhmischen Landtag, musste aber aus gesundheitlichen Gründen die Tätigkeit aufgeben.
Rezek war ab 1891 Mitglied der Böhmischen Akademie des Kaisers Franz Joseph für Wissenschaften, gesprochenes Wort und Kunst und wurde auch in die Königlich böhmische Gesellschaft der Wissenschaften aufgenommen. Die Universität Sankt Petersburg verlieh ihm einen Ehrendoktor.

## Schriften (Auswahl)
- Dějiny Čech a Moravy nové doby I., II., 1892
- Dějiny vlády Ferdinanda I. v Čechách, 1877
- Geschichte der Regierung Ferdinands I. in Böhmen. Prag, J. Otto, 1878
- Tomáš G. Masaryk; Antonín Rezek: Korespondence, Masarykův Ústav, Praha 2011 (tschechisch)